# サウンドスクエア
サウンドスクエアは、IBC岩手放送（IBCラジオ）で2010年10月4日より放送されているラジオ番組。

## 放送日時
- 土曜 16:15 - 16:20
- 日曜 7:35 - 7:45、20:55 - 21:00

※スポンサーが付かないローカルセールス枠であるため、日によって単発特番に差し替えとなる場合あり。12:55 - 13:00はワイドステーションに内包されたため終了。

## 概要
これまで当枠は「ミュージックコレクション」という題名で放送されており、新旧の歌謡曲を毎日1曲無作為に放送していたが、2010年10月改編時より現在の「サウンドスクエア」に改題し、主にカバー曲を中心に放送している。

## 関連番組
- ハミングカフェ（「IBCミュージックボックス」より改題）